# Communauté de communes des Deux Vallées (Marne)
Pour les articles homonymes, voir Communauté de communes des Deux Vallées.
La communauté de communes des Deux Vallées (CC2V) est une ancienne communauté de communes française, située dans le département de la Marne et la région Grand Est.

## Historique
La communauté de communes des Deux Vallées est créée le 28 décembre 1995 par transformation du District des Deux Vallée qui existait antérieurement.
Saint-Martin-d'Ablois rejoint l'intercommunalité le 1er janvier 2010.
Les communes de Binson-et-Orquigny,   de   Reuil   et   de   Villers-sous-Châtillon ont rejoint le 31 décembre 2012  la  CC2V. Elles étaient jusqu'alors membres de la communauté de communes du Châtillonnais (destinée à fusionner avec la communauté de communes Ardre et Tardenois dans le cadre de la réforme des collectivités territoriales afin de former la communauté de communes Ardre et Châtillonnais),.
Conformément aux prévisions du schéma départemental de coopération intercommunale (SDCI) de la Marne du 30 mars 2016, la communauté de communes fusionne le 1er janvier 2017 avec les communautés des « Coteaux de la Marne » (14 communes), de « la Brie des Étangs » (21 communes) et de huit des vingt-six communes d' Ardre et Châtillonnais pour créer la nouvelle communauté de communes des Paysages de la Champagne.

## Territoire communautaire

### Composition
La communauté de communes des Deux Vallées regroupait 11 communes administrativement rattachées à l'arrondissement d'Épernay ou à l'arrondissement de Reims.
| Nom                    | Code Insee | Gentilé       | Superficie (km2) | Population (dernière pop. légale) | Densité (hab./km2) |
| ---------------------- | ---------- | ------------- | ---------------- | --------------------------------- | ------------------ |
| Vauciennes (siège)     | 51597      | Vauciennats   | 5,08             | 331 (2014)                        | 65                 |
| Binson-et-Orquigny     | 51063      | Orquignats    | 3,39             | 173 (2014)                        | 51                 |
| Boursault              | 51076      | Boursaultiers | 16,45            | 449 (2014)                        | 27                 |
| Cormoyeux              | 51173      |               | 2,17             | 116 (2014)                        | 53                 |
| Damery                 | 51204      | Dameziats     | 15,44            | 1 471 (2014)                      | 95                 |
| Fleury-la-Rivière      | 51252      | Fleurysiens   | 7,98             | 510 (2014)                        | 64                 |
| Reuil                  | 51457      | Reuillats     | 5,36             | 293 (2014)                        | 55                 |
| Romery                 | 51465      | Romanions     | 2,07             | 158 (2014)                        | 76                 |
| Saint-Martin-d'Ablois  | 51002      | Ablutiens     | 21,88            | 1 461 (2014)                      | 67                 |
| Venteuil               | 51605      | Venteuillats  | 6,25             | 542 (2014)                        | 87                 |
| Villers-sous-Châtillon | 51637      | Villeriats    | 4,84             | 220 (2014)                        | 45                 |

## Administration

### Siège
Le siège est à Vauciennes, Route Nationale.

### Élus
La communauté de communes est administrée par son Conseil communautaire, composé de membres, qui sont des conseillers municipaux  représentant chaque commune membre.

### Liste des présidents
| Période | Période       | Identité             | Étiquette | Qualité                                      |
| ------- | ------------- | -------------------- | --------- | -------------------------------------------- |
| 2001    | 2008          | Édith Coilot         | PS        | Maire de Fleury-la-Rivière                   |
| 2008    | 2014          | Thérèse Lebrun-David |           | Maire de Boursault (2001 → )                 |
| 2014    | décembre 2016 | Régis Coutant        |           | Directeur commercial Maire-adjoint de Damery |

### Compétences
Les compétences de la communauté de communes sont regroupées autour de cinq missions principales :
- l'aménagement de l'espace ;
- la protection et la mise en valeur de l'environnement ;
- la politique du logement et du cadre de vie ;
- la création, l'aménagement et l'entretien de la voirie ;
- la lutte contre les incendies.

### Régime fiscal et budget
L'intercommunalité perçoit une fiscalité additionnelle sur les impôts locaux, sans FPZ (fiscalité professionnelle de zone) et sans FPE (fiscalité professionnelle sur les éoliennes)